# Betty Catroux
Pour les articles homonymes, voir Catroux.
Betty Catroux, née Betty Saint en 1945 au Brésil, est un ancien mannequin français, notamment connue pour avoir été la muse d'Yves Saint Laurent.

## Biographie

### Famille
Betty Saint naît en 1945 au Brésil ; elle est la fille de Carmen Saint, une personnalité mondaine française née au Brésil, et du diplomate américain Elim O'Shaughnessy (1907-1966).

### La mode
Elle travaille deux ans pour Chanel dans les années 1960 : « J'ai détesté cela, alors j'ai décidé de faire quelques photos juste pour gagner de l'argent pour me payer mes propres verres Chez Régine. » Elle réalise donc quelques photos et apparaît pour la première fois dans Vogue en juin 1967.
En 1967, elle rencontre Yves Saint Laurent pour la première fois dans une boîte de nuit, au Jimmy'z.
En 1969, elle apparaît une nouvelle fois dans Vogue, accompagnée de Jane Birkin.
Elle côtoie par la suite Hedi Slimane chez YSL, et est source d'« influence » pour Marc Jacobs qui la cite lors de son dernier défilé pour Louis Vuitton.
Betty Catroux est célèbre pour sa longue chevelure blonde, son corps dégingandé, son apparence androgyne, son style minimaliste, ainsi que par la photo d'Helmut Newton où Saint Laurent est entouré de Betty Catroux et Loulou de la Falaise, tous trois vêtus d'une saharienne.

Betty Catroux conserve avec Saint Laurent une relation amicale jusqu'à la mort de celui-ci,. Il parle d'elle comme de son incarnation féminine. Il la surnomme son « double », son « jumeau ». Elle confirme : 

« Il disait ça, oui. À l'époque on se ressemblait physiquement […] J'étais très pareille, psychologiquement aussi, une anti-bourgeoise […] et nous partagions aussi ce même tempérament terrible. »

Elle précise aussi à propos du couturier : « j'ai eu une vie de conte de fées avec lui. » Elle participe avec Saint Laurent à de nombreuses soirées, entre alcool et drogue. C'est au bras du couturier qu'elle s'affiche rive gauche habillée uniquement du « smoking ».
Laurence Benaïm précise que Betty Catroux tenait « une place à part » auprès d'Yves Saint Laurent. Tom Ford lui dédie sa première collection « Saint Laurent rive gauche ». Néanmoins, Betty Catroux déclare : « [Je suis] pratiquement toujours habillée de la même façon depuis que je suis née. Je ne me vêts pas comme une femme. Je ne suis pas du tout intéressée par la mode. »

### Vie privée
En 1968, habillée par Cardin, elle épouse le décorateur d'intérieur François Catroux, petit-fils du général Georges Catroux. Le couple a deux filles : Maxime, éditrice chez Flammarion, et Daphné.

## Au cinéma
Dans les films Yves Saint Laurent et Saint Laurent, sortis en 2014, elle est respectivement incarnée par Marie de Villepin et par Aymeline Valade.

## Décoration
- Officier de l'ordre des Arts et des Lettres (2025)[15]